# Xanthosoma lucens
Xanthosoma lucens är en kallaväxtart som beskrevs av Eduardo G. Gonçalves. Xanthosoma lucens ingår i släktet Xanthosoma och familjen kallaväxter. Inga underarter finns listade.